# Francesc Català Roca
Francesc Català-Roca (Valls, Tarragona, 19 de marzo de 1922 - Barcelona, 5 de marzo de 1998) fue un fotógrafo español. Su fotografía se caracteriza por la búsqueda del ambiente humano bajo puntos de vista originales.

## Biografía y obra
Era hijo del también fotógrafo Pere Català i Pic, que fue quien lo introdujo en el mundo de la fotografía, compartiéndolo con su hermano Pere Català Roca. Colaboró con diversas publicaciones, entre las que destacan Destino y La Vanguardia. Realizó la primera exposición individual en 1953. Català Roca es conocido por los numerosos libros que ha ilustrado, principalmente con fotografías de tema artísticos. Algunas de las obras ilustradas por el fotógrafo son Els monestir catalans (1968), El Pirineu (1970) o Història de l'Art Català (1983).
Català-Roca se consideraba a sí mismo como un profesional de la fotografía que intentaba captar la realidad cotidiana, creyendo en fin que era más un documentalista que artista, sin embargo su obra combina la realidad con la belleza, gracias entre otras cosas a su capacidad técnica y la habilidad natural para entrar en contacto con las personas a las que retrataba. Una de sus series más conocidas, fue la que realizó en Carrascosa del Campo (provincia de Cuenca), en 1954, con motivo de la celebración de una corrida de toros en la que participó Luis Miguel Dominguín, acudiendo a la misma la que después sería su esposa Lucía Bosé. 
Fue galardonado en dos ocasiones con el premio Ciudad de Barcelona y recibió el Premio Nacional de Artes Plásticas en 1983 que otorga el Ministerio de Cultura, así como la medalla al mérito artístico. Su obra está compuesta por unos 200 000 negativos.
Una de sus fotografías se convirtió en la portada de la novela La sombra del viento del escritor Carlos Ruiz Zafón, una obra traducida a más de 30 lenguas, la primera de una saga de cuatro obras El cementerio de los libros olvidados, que han alcanzado más de quince millones de ejemplares vendidos. Carlos Ruiz Zafón se convirtió en el segundo autor hispanohablante, después de Cervantes, más leído en la historia de la humanidad.